# Ischnodora munda
Ischnodora munda là một loài bọ cánh cứng trong họ Cerambycidae.